# ジョージ・ロムニー
ジョージ・ウィルケン・ロムニー（英語：George Wilcken Romney、1907年7月8日 - 1995年7月26日）は、アメリカ合衆国の政治家、実業家。アメリカン・モーターズ・コーポレーション会長、第43代ミシガン州知事、リチャード・ニクソン政権にて第3代アメリカ合衆国住宅都市開発長官を歴任した。次男は元マサチューセッツ州知事のミット・ロムニーである。

## 家族と前半生
1907年7月8日にメキシコのチワワ州にて、末日聖徒イエス・キリスト教会の居留地で誕生した。ロムニー家は末日聖徒イエス・キリスト教会の家系であり、イングランド系の血を引き、わずかにスコットランドとドイツの血を引く 。
彼の一家は1912年のメキシコ革命を逃れ、ユタ州ソルトレイクシティに移住した。その後、ロムニーはソルトレイクシティのラターデー・セント・ジュニア・カレッジに入学するが、1926年には末日聖徒イエス・キリスト教会の布教のため渡英し、イングランド、スコットランドで活動を行った。帰国後はユタ大学、次いでジョージ・ワシントン大学に在籍した。彼は3つの大学に籍を置いたものの、結局どの大学も中退に終わっている。1930年代にはロサンゼルスでアルコア社のセールスマンを務め、後にワシントンD.C.でアルコア社のロビイストとしてロビー活動を行うことになる。ロビイスト活動の傍ら、2年間にわたりワシントン・トレード・アソシエーションの代表を務め、貿易に深く関わった。

## 自動車産業界
アルコアでのキャリアが停滞したため、1939年に家族でデトロイトに移り、自動車製造業者組合の地域統括者に就いた。こうしてロムニーは自動車産業に関わるようになった。第二次世界大戦中には自動車の戦時生産を協議する政府の諮問委員会に参画し、1942年に自動車製造者組合の事務総長に就任した。1941年にはデトロイト商工会議所の会頭にも就任していた。第二次世界大戦中には自動車製造会社間での戦時生産の最適化を図る「自動車戦時生産局」の構築に尽力しその指揮をとった。オートモーティブ・コミッティング・フォー・エア・ディフェンスやデトロイト・ビクトリー・カウンシルの設立にも関わった。ウォー・マンパワー・コミッションのデトロイト地区での労務管理委員会の任も務めた。こうしてロムニーは第二次世界大戦の最中に自動車産業界のスポークスマンとなった。戦時生産のやり方や労務や管理などについて連邦議会に呼ばれて語った。
1944年と1947年にはアメリカン・トレード・アソシエーション・エグゼクティブス（現在のアメリカン・ソサエティー・オブ・アソシエーション・エグゼクティブス）役員となった。1946年には全国自動車50周年記念実行委員会の代表を務めた。1946年から1949年には鉄鋼通商産業会議でのアメリカ合衆国代表を務めた。ロムニーはぶっきらぼうで激しい性格の人物で"man in a hurry"（せっかち）だった。そして業界では期待の星だった。
自動車製造業者組合AAMAの会頭時代に、当時社長だったジョージ・メイソンと知り合い、気があった。メイソンが自動車と冷蔵庫などの家庭用器具を製造販売していたナッシュ＝ケルビネーター社の会長となった1948年にロムニーは「一から仕事を学ぶように」と請われて、秘書となり取締役に就いた。メイソンの庇護の下で、ロムニーはランブラー車開発という課題をこなすことになった。1953年には副社長に昇進した。メイソンの考え方に従い、ナッシュ＝ケルビネーターは1954年5月1日にハドソン・モーター・カーと合併し、アメリカン・モーターズ・コーポレーションとなった。ロムニーは副社長に就いた。1954年10月にメイソンが急性の膵炎と肺炎で急死し、ロムニーはAMC会長兼CEOとなり同社の最盛期を現出した。
ロムニーはGM、フォード、クライスラーのビッグスリーに対抗する唯一の方法は小型車しかないと確信して、AMCの将来を賭けた。主任技術担当のミード・ムーアとともに、売れ行きが鈍っていたナッシュ及びハドソン2ブランドを終了させた。将来を賭けるブランドとしてランブラーが選ばれ、開発と宣伝に力を集中させた。AMCでは「コンパクトカー生産に集中する」という先進的な戦略でこれに臨んだ。この戦略が予想以上の成果を挙げ、経営が軌道にのった。1958年には過去3年間で初めての四半期利益を計上した。1958年は不況の年となり、売上を伸ばしたのはAMCだけだった。これによりAMCの全世界自動車メーカーランクは13位から7位となった。1950年代初頭にハドソンがNASCARレースでそのスピードで活躍したのとは対照的に、ランブラーはモービル主催の東西海岸間を結ぶ高速道路を経済走行するレース(モービルエコノミーランで何度も優勝した。
ロムニーはアメリカ連邦議会でしばしば証言しているが、"協力競合戦略"の信奉者だといっていた。強大な労働組合と強大な企業は2つの悪と見ていると話していた。議会がビッグスリーを分裂させるようにとも呼びかけた。ビッグスリーの自動車メーカーはかつてない大型のモデルを発表していたが、AMCは「ガソリンを大食いする恐竜のハンター戦略を掲げて、CEOのロムニーはその宣伝役として、広告や公的場所での宣伝に努めた。ディズニーランドのテレビ番組でのテレビコマーシャルなども行った。ロムニーは速いペースでことを行う腕まくりをした管理職スタイルで知られていた。管理レベル順に指示をおこなうような組織表どおりの管理は行わなかった。宣伝コピーをロムニー自身が書くことも多かった。ロムニーは「アメリカの自動車産業界の民族の英雄（"folk hero of the American auto industry"）」となった。メディア志向の事業家のさきがけだった。AMCが小型車を担ぎ、国内の同業者と競業し、さらには海外からの輸出攻勢に対して挑戦していることがタイム誌1959年4月6日の特集記事で記述されている。ランブラーの出始めの年には、AMCは企業乗っ取りのLouis Wolfsonに狙われた。この時、AMC再生が軌道に乗り、株価が一株7ドルから90ドルまで上昇したことで、ロムニーは危機を乗り越えた。UAWの代表ウォルター・ルターとも友好関係を築き、AMCの労働者も当時としては斬新な利益分配制度を享受できるようになった。

## 地域社会との関わり
宗教はロムニーの生活において最優先のものだった。酒は飲まず、カフェインの入った飲み物も、タバコも口にしなかった。ののしり言葉もいわなかった。アメリカンモーターズ社長の任をこなしながらも、末日聖徒イエス・キリスト教会のデトロイト支部長を務めていた。これはデトロイト首都地域だけでは無く、アナーバーやオハイオ州トレド、さらには国境を越えたカナダのオンタリオ西岸地域までをも含む地域をまとめていた。2700人もの教会メンバーがいた。ロムニーは収入の1割を教会へ寄付していた。
1950年初め頃にデトロイトから移り住んで、家族とブルームフィールドヒルズに暮らし、ミシガンの市民生活に深く関わるようになった。ミシガン小児病院やユナイテッド・ファンデーション・オブ・デトロイトの理事などになり、デトロイトの学校で先進教育プログラムを行う民間主導の組織も率いた。超党派でデトロイトの問題を考えて「シチズンズ・フォー・ミシガン」を組織し、知識を得た賢い有権者を育てた。「シチズンズ・フォー・ミシガン」の活動は「少数の団体が影響力を行使し政治を動かしている。知識を得た賢い有権者が手を結べばこれに対抗する勢力となり、みなが利益を得られるようになる」というロムニーの考え方に基づいていた。
自動車製造が人々の会話の中心であるミシガン州でロムニーの成果が認められ名声を得た。ロムニーが政治の世界に足を踏み入れるのは当然の成り行きだった。最初に政治に関わったのは1959年で、ミシガン州法改正を求める陳情だった。「シチズンズ・フォー・ミシガン」が最大の集票組織となった。それまで無党派のロムニーだったが共和党に属することを宣言した。

## ミシガン州知事
ビジネス界で成功を収めたロムニーは、1962年にミシガン州知事選挙に立候補し、政界への進出を図った。この選挙で彼は現職のジョン・スウェインソンを破り、当選を果たした。知事に就任すると、公民権問題に取り組み、州憲法を改正した上で公民権の保証を確実にし、この問題の改善を成し遂げた。また税制改革に取り組んだ。さらにその知事としての任期中、ミシガン州の経済を回復させた。ロムニーは木曜日の午前中に知事の事務室を開放し、州民が直接知事を訪れることができるようにするなど、開かれた州政府を目指した。

## 1968年アメリカ合衆国大統領予備選挙
1968年には共和党の大統領予備選挙に意欲を示し、キャンペーンを行った。一時は世論調査等でトップに立って最有力候補と看做された。しかし、ニューハンプシャー州予備選挙の2週間前に出馬を取りやめざるを得なかった。彼は元来ベトナム戦争を支持していたが、この支持は、東南アジアを歴訪した際に軍人に「洗脳」された結果だとテレビで発言し、さらにヴェトナム戦争は「史上最大の洗脳」の結果だと発言するようになった。この発言が多くの人々に問題視され、ロムニーは支持を失った。これが立候補取り消しの原因となった。

## 住宅都市開発長官
1969年にニクソン政権が発足すると、ロムニーは住宅都市開発長官に任命された。しかし、都市開発のプログラムを巡って、これに熱心なロムニーは他の閣僚たちと対立するようになり、1973年に政権の都市開発プログラムへの支持は自分が期待したほどでは無いとして辞任した。

## ボランティア活動
住宅都市開発長官を辞任した後、ロムニーは政界を引退し、プライベートな生活に戻った。その傍ら、1974年にナショナル・ボランティア・センターを設立し、その所長に就任した。これはボランティア活動を促進する団体であり、1991年にポインツ・オブ・ライト基金を創設してこのプランはブッシュ大統領の支持を得た。1995年に心筋梗塞によって88歳で死去した。

## 栄典
アメリカ合衆国: 大統領自由勲章- （2025年没後受章）